# Ansitz Burgstall (Wonneberg)

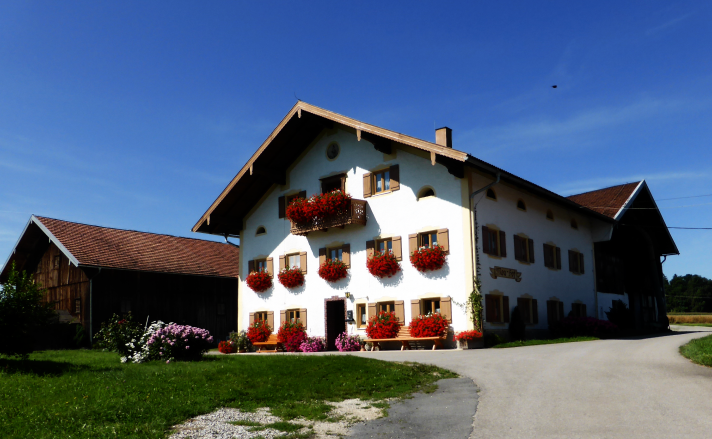
Maierhof in Burgstall bei Wonneberg

Der Ansitz Burgstall lag in der Gemeinde Wonneberg im Landkreis Traunstein von Bayern, unweit der abgegangenen Burg Halmberg.

## Geschichte
Zu Beginn des 12. Jahrhunderts sind hier ein Meginhart und ein Siboto de Purchstal in den Zeugenreihen des  Erzstifts Salzburg überliefert. Der erste sichere Inhaber vom Gut das Burgstall bei Halmberg gelegen war 1461 ein Gilg Moser, Angehöriger des salzburgischen Niederadels. 1476 bekam seine Witwe Erntraut Agyl, Tochter des Salzburger Bürgermeisters Wilhelm Agyl, das Ritterlehen. Da sie nicht lehensfähig war, erhielt ihr Lehensträger Christoph Werder das Gut als Beutellehen. 1490 kaufte Mathias von Aham auf Wildenau das Gut Burgstall, das nun wieder als Ritterlehen ausgegeben wird. Er und seine Söhne Jakob, Christoph und Heinrich von Aham nannten sich fortan auf Wildenau und Burgstall. 
Jakob († 1530) erhielt 1510 die Pflege auf Halmberg. Sein Schwiegersohn Hannes Huber bat den Erzbischof Matthäus Lang von Wellenburg um die Belehnung mit Burgstall für sich, seine Frau und den Schwager Georg von Aham. Georg von Aham zu Wildenau und Burgstall hatte 1555 die Pflege auf Burg Plain erhalten und starb 1568. Seine Witwe Barbara Gessenberger erhielt bei der Erbteilung Burgstall als Witwensitz († 1619). Danach wurde ihr zweitgeborener Sohn Johann Christoph († 1628) mit Burgstall belehnt. Seine Söhne Hannes Adam und Hannes Heinrich sind auf Burgstall geboren. Nach dem frühen Tod des Hannes Heinrich verkaufte Hannes Adam den Ansitz Burgstall 1640 an Johann Ehrenreich Lasser. Dessen Sohn nannte sich 1658 Hans Georg Lasser Freiherr von Lasseregg und Burgstall. 1773 wurde Maximilian Josef Lasser Freiherr von Lasseregg mit Burgstall belehnt. Nach dessen Tod 1774 ging dieses Lehen an seine Schwester Maria Anna, die mit Karl August Freiherr von Laßberg verheiratet war. Danach erbte ihr Enkel Leopold Lasser von der Halden zu Lasseregg und Burgstall Freiherr auf Marzoll und Schwarzbach alle Lasserschen Güter.